# Sweetener World Tour
Lo Sweetener World Tour è stato il terzo tour mondiale della cantautrice statunitense Ariana Grande, a supporto dei suoi due album in studio, Sweetener (2018) e Thank U, Next (2019).

## Storia
Un primo annuncio del tour avvenne a maggio del 2018, tramite l'account Twitter della cantante, poco dopo aver annunciato il titolo del suo nuovo album al The Tonight Show Starring Jimmy Fallon. Ariana Grande in seguito, tenne quattro intimi concerti tra gli Stati Uniti e il Regno Unito, ossia The Sweetener Sessions. A seguito di ciò, annunciò ufficialmente il nome del tour il 24 ottobre 2018, e le date nordamericane il giorno dopo. Quelle europee invece, vennero svelate il 14 dicembre.
Il tour ebbe inizio ad Albany il 18 marzo 2019. La prima leg nordamericana si svolse fino ad agosto, concludendosi al Lollapalooza. Successivamente, il 17 dello stesso mese, ebbe inizio la leg europea, che durò fino al 16 ottobre. Il tour continuò poi fino a dicembre, poiché fu aggiunta anche una seconda leg nordamericana, che si svolse tra novembre e dicembre.
Il 23 dicembre 2019, in seguito alla data finale del tour ad Inglewood in California, è stato pubblicato l'album dal vivo K Bye for Now (SWT Live) contenente 32 esibizioni selezionate dalla cantante.
Nel dicembre 2020, Netflix ha pubblicato il docu-film Ariana Grande: Excuse Me, I Love You girato durante le date londinesi dello Sweetener World Tour.

## Scaletta
1. Raindrops (An Angel Cried)
2. God Is a Woman
3. Bad Idea
4. Break Up with Your Girlfriend, I'm Bored
5. R.E.M
6. Be Alright
7. Sweetener / Successful
8. Side to Side
9. Bloodline
10. 7 Rings
11. Love Me Harder / Breathin
12. Needy
13. Fake Smile
14. Make Up
15. Right There / You'll Never Know / Break Your Heart Right Back
16. NASA
17. Goodnight n Go
18. Everytime
19. One Last Time
20. The Light Is Coming
21. Into You
22. Dangerous Woman
23. Break Free
24. No Tears Left to Cry
25. Thank U, Next

### Variazioni
- Durante il concerto di Boston, il 20 marzo 2019, la cantante ha eseguito Rule the World con 2 Chainz.
- Durante il concerto di Washington, il 25 marzo 2019, la cantante ha eseguito Got Her Own con Victoria Monét.
- Durante i concerti di Montréal, il 1º aprile 2019, di Los Angeles, il 6 e 7 maggio 2019 e di Las Vegas, l'11 maggio 2019, la cantante ha eseguito Monopoly con Victoria Monét.
- A partire dal concerto di Edmonton, il 25 aprile 2019, One Last Time è stata rimossa dalla scaletta.
- A partire dal concerto di Phoenix, il 14 maggio 2019, Goodnight n Go è stata sostituita con Get Well Soon.
- Durante il concerto di Charlotte, il 10 giugno 2019, la cantante ha eseguito Tattooed Heart e Piano, dedicandole alla madre, Joan Grande,che quel giorno compiva 51 anni.
- A partire dal concerto di Washington, il 21 giugno 2019, Bloodline è stata rimossa dalla scaletta.
- A partire dal concerto di Londra, il 17 agosto 2019, l'interlude Close To You è stato sostituito con Adore.
- A partire dal concerto di Londra, il 17 agosto 2019, Get Well Soon è stata sostituita con Only 1.
- A partire dal concerto di Londra, il 17 agosto 2019, Boyfriend è stata inserita nella scaletta.
- A partire dal concerto di Vienna, il 3 settembre 2019, Boyfriend è stata rimossa dalla scaletta.
- Durante il concerto di Dublino, il 25 settembre 2019, la cantante non ha eseguito successful e Only 1, a causa di problemi tecnici.
- A partire dal concerto di Oslo, il 3 ottobre 2019, Only 1 è stata sostituita con Tattooed Heart.
- A partire dal concerto di Berlino, il 10 ottobre 2019, Successful è stata rimossa dalla scaletta.
- A partire dal concerto di Uniondale, il 9 novembre 2019, Love Me Harder è stata rimossa dalla scaletta.
- A partire dal concerto di Uniondale, il 9 novembre 2019, Right There / You'll Never Know / Break Your Heart Right Back sono state sostituite con December / True Love / Wit It This Christmas / Santa Tell Me.
- A partire dal concerto di Uniondale, il 9 novembre 2019, Tattooed Heart è stata sostituita con Winter Things.
- Durante il concerto di Uniondale, il 9 novembre 2019, Into You non è stata eseguita.
- Durante il concerto di Brooklyn, il 12 novembre 2019, Winter Things è stata sostituita con Tattooed Heart.
- A partire dal concerto di Brooklyn, il 12 novembre 2019, Into You è stata reinserita nella scaletta.
- A partire dal concerto di Charlottesville, il 15 novembre 2019, Winter Things è stata reinserita nella scaletta.
- Durante il concerto ad Atlanta, il 19 novembre 2019, la cantante non ha eseguito Successful, Everytime e Break Free a causa di problemi di salute.
- Durante il concerto ad Atlanta, il 19 novembre 2019, la cantante ha eseguito due canzoni tratte dalla serie tv Victorious, I Think You're Swell con Matt Bennett e Give It Up con Elizabeth Gillies.
- A partire dal concerto di Raleigh, il 22 novembre 2019, Winter Things è stata sostituita con Get Well Soon.
- A partire dal concerto di Tampa, il 24 novembre 2019, Break Free è stata rimossa dalla scaletta.
- Durante il concerto di Dallas, il 9 dicembre 2019, Get Well Soon è stata sostituita con Moonlight.
- Durante il concerto di Phoenix, il 12 dicembre 2019, Moonlight è stata sostituita con Tattooed Heart.
- A partire dal concerto di Anaheim, il 13 dicembre 2019, Tattooed Heart è stata sostituita con la versione originale di Honeymoon Avenue, non presente nell'album Yours Truly.
- Durante il concerto di Anaheim, il 13 dicembre 2019, la cantante ha eseguito Monopoly con Victoria Monét.
- A partire dal concerto di Anaheim, il 13 dicembre 2019, Successful è stata rimossa dalla scaletta.

## Artisti d'apertura
La seguente lista rappresenta il numero correlato agli artisti d'apertura nella tabella delle date del tour.
- Normani = 1
- Social House = 2
- Ella Mai = 3

## Date
| Data              | Città           | Stato           | Luogo                      | Artisti d'apertura | Biglietti (venduti / disponibili) | Incasso      |
| Nord America      | Nord America    | Nord America    | Nord America               | Nord America       | Nord America                      | Nord America |
| ----------------- | --------------- | --------------- | -------------------------- | ------------------ | --------------------------------- | ------------ |
| 18 marzo 2019     | Albany          | Stati Uniti     | Times Union Center         | 1 ; 2              | 11.432 / 11.432                   | $1.268.045   |
| 20 marzo 2019     | Boston          | Stati Uniti     | TD Garden                  | 1 ; 2              | 26.367 / 26.367                   | $3.298.122   |
| 22 marzo 2019     | Buffalo         | Stati Uniti     | KeyBank Center             | 1 ; 2              | 14.459 / 14.459                   | $1.470.630   |
| 25 marzo 2019     | Washington      | Stati Uniti     | Capital One Arena          | 1 ; 2              | 27.495 / 27.495                   | $3.615.613   |
| 26 marzo 2019     | Filadelfia      | Stati Uniti     | Wells Fargo Center         | 1 ; 2              | 29.755 / 29.755                   | $3.607.368   |
| 28 marzo 2019     | Cleveland       | Stati Uniti     | Quicken Loans Arena        | 1 ; 2              | 14.763 / 14.763                   | $1.554.750   |
| 30 marzo 2019     | Uncasville      | Stati Uniti     | Mohegan Sun Arena          | 1 ; 2              | 7.097 / 7.097                     | $1.112.692   |
| 1º aprile 2019    | Montréal        | Canada          | Centre Bell                | 1 ; 2              | 14.620 / 15.643                   | $1.679.460   |
| 3 aprile 2019     | Toronto         | Canada          | Scotiabank Arena           | 1 ; 2              | 29.736 / 29.736                   | $3.104.985   |
| 5 aprile 2019     | Detroit         | Stati Uniti     | Little Caesars Arena       | 1 ; 2              | 13.698 / 13.698                   | $1.508.715   |
| 14 aprile 2019    | Indio           | Stati Uniti     | Empire Polo Club           | N.D.               | N.D.                              | N.D.         |
| 21 aprile 2019    | Indio           | Stati Uniti     | Empire Polo Club           | N.D.               | N.D.                              | N.D.         |
| 25 aprile 2019    | Edmonton        | Canada          | Rogers Place               | 1 ; 2              | 13.947 / 13.947                   | $1.493.948   |
| 27 aprile 2019    | Vancouver       | Canada          | Rogers Arena               | 1 ; 2              | 14.363 / 14.363                   | $1.617.978   |
| 30 aprile 2019    | Portland        | Stati Uniti     | Moda Center                | 1 ; 2              | 13.692 / 13.692                   | $1.469.277   |
| 2 maggio 2019     | San Jose        | Stati Uniti     | SAP Center                 | 1 ; 2              | 13.605 / 13.605                   | $1.730.098   |
| 3 maggio 2019     | Sacramento      | Stati Uniti     | Golden 1 Center            | 1 ; 2              | 13.532 / 13.532                   | $1.506.806   |
| 6 maggio 2019     | Los Angeles     | Stati Uniti     | Staples Center             | 1 ; 2              | 27.916 / 27.916                   | $3.277.659   |
| 7 maggio 2019     | Los Angeles     | Stati Uniti     | Staples Center             | 1 ; 2              | 27.916 / 27.916                   | $3.277.659   |
| 10 maggio 2019    | Inglewood       | Stati Uniti     | The Forum                  | 1 ; 2              | 14.417 / 14.417                   | $2.149.419   |
| 11 maggio 2019    | Las Vegas       | Stati Uniti     | T-Mobile Arena             | 1 ; 2              | 15.194 / 15.194                   | $1.555.349   |
| 14 maggio 2019    | Phoenix         | Stati Uniti     | Talking Stick Resort Arena | 1 ; 2              | 13.343 / 13.343                   | $1.492.678   |
| 17 maggio 2019    | San Antonio     | Stati Uniti     | AT&T Center                | 1 ; 2              | 14.860 / 14.860                   | $1.678.465   |
| 19 maggio 2019    | Houston         | Stati Uniti     | Toyota Center              | 1 ; 2              | 12.483 / 12.483                   | $1.602.420   |
| 21 maggio 2019    | Dallas          | Stati Uniti     | American Airlines Center   | 1 ; 2              | 14.262 / 14.262                   | $1.601.901   |
| 23 maggio 2019    | Oklahoma City   | Stati Uniti     | Chesapeake Energy Arena    | 1 ; 2              | 12.668 / 12.668                   | $1.347.629   |
| 25 maggio 2019    | New Orleans     | Stati Uniti     | Smoothie King Center       | 1 ; 2              | 12.889 / 12.889                   | $1.376.994   |
| 31 maggio 2019    | Miami           | Stati Uniti     | American Airlines Arena    | 1 ; 2              | 26.704 / 26.704                   | $3.146.471   |
| 1º giugno 2019    | Miami           | Stati Uniti     | American Airlines Arena    | 1 ; 2              | 26.704 / 26.704                   | $3.146.471   |
| 4 giugno 2019     | Chicago         | Stati Uniti     | United Center              | 1 ; 2              | 28.941 / 28.941                   | $3.468.667   |
| 5 giugno 2019     | Chicago         | Stati Uniti     | United Center              | 1 ; 2              | 28.941 / 28.941                   | $3.468.667   |
| 7 giugno 2019     | Nashville       | Stati Uniti     | Bridgestone Arena          | 1 ; 2              | 13.835 / 13.835                   | $1.437.761   |
| 8 giugno 2019     | Atlanta         | Stati Uniti     | State Farm Arena           | 1 ; 2              | 12.317 / 12.317                   | $1.220.686   |
| 10 giugno 2019    | Charlotte       | Stati Uniti     | Spectrum Center            | 1 ; 2              | 14.972 / 14.972                   | $1.550.790   |
| 12 giugno 2019    | Pittsburgh      | Stati Uniti     | PPG Paints Arena           | 2                  | 14.343 / 14.343                   | $1.518.932   |
| 14 giugno 2019    | New York City   | Stati Uniti     | Barclays Center            | 1 ; 2              | 28.972 / 28.972                   | $4.378.453   |
| 15 giugno 2019    | New York City   | Stati Uniti     | Barclays Center            | 1 ; 2              | 28.972 / 28.972                   | $4.378.453   |
| 18 giugno 2019    | New York City   | Stati Uniti     | Madison Square Garden      | 1 ; 2              | 28.576 / 28.576                   | $5.492.909   |
| 19 giugno 2019    | New York City   | Stati Uniti     | Madison Square Garden      | 1 ; 2              | 28.576 / 28.576                   | $5.492.909   |
| 21 giugno 2019    | Washington      | Stati Uniti     | Capital One Arena          | 1 ; 2              | [ 8 ]                             | [ 8 ]        |
| 22 giugno 2019    | Boston          | Stati Uniti     | TD Garden                  | 1 ; 2              | [ 9 ]                             | [ 9 ]        |
| 24 giugno 2019    | Filadelfia      | Stati Uniti     | Wells Fargo Center         | 1 ; 2              | [ 10 ]                            | [ 10 ]       |
| 26 giugno 2019    | Toronto         | Canada          | Scotiabank Arena           | 1 ; 2              | [ 11 ]                            | [ 11 ]       |
| 29 giugno 2019    | Indianapolis    | Stati Uniti     | Bankers Life Fieldhouse    | 1 ; 2              | 13.773 / 13.773                   | $1.346.335   |
| 1º luglio 2019    | Columbus        | Stati Uniti     | Schottenstein Center       | 1 ; 2              | 13.576 / 13.576                   | $1.361.839   |
| 5 luglio 2019     | Milwaukee       | Stati Uniti     | Fiserv Forum               | 1 ; 2              | 11.682 / 11.682                   | $1.310.830   |
| 6 luglio 2019     | Saint Louis     | Stati Uniti     | Enterprise Center          | 1 ; 2              | 14.474 / 14.474                   | $1.547.186   |
| 8 luglio 2019     | Saint Paul      | Stati Uniti     | Xcel Energy Center         | 1 ; 2              | 14.789 / 14.789                   | $1.751.076   |
| 11 luglio 2019    | Denver          | Stati Uniti     | Pepsi Center               | 1 ; 2              | 13.258 / 13.258                   | $1.446.520   |
| 13 luglio 2019    | Salt Lake City  | Stati Uniti     | Vivint Smart Home Arena    | 1 ; 2              | 12.569 / 12.569                   | $1.163.364   |
| 4 agosto 2019     | Chicago         | Stati Uniti     | Grant Park                 | N.D.               | N.D.                              | N.D.         |
| Europa            |                 |                 |                            |                    |                                   |              |
| 17 agosto 2019    | Londra          | Regno Unito     | The O2 Arena               | 2 ; 3              | 76.319 / 80.488                   | $8.374.850   |
| 19 agosto 2019    | Londra          | Regno Unito     | The O2 Arena               | 2 ; 3              | 76.319 / 80.488                   | $8.374.850   |
| 20 agosto 2019    | Londra          | Regno Unito     | The O2 Arena               | 2 ; 3              | 76.319 / 80.488                   | $8.374.850   |
| 23 agosto 2019    | Amsterdam       | Paesi Bassi     | Ziggo Dome                 | 2 ; 3              | 48.251 / 48.251                   | $3.662.010   |
| 24 agosto 2019    | Amsterdam       | Paesi Bassi     | Ziggo Dome                 | 2 ; 3              | 48.251 / 48.251                   | $3.662.010   |
| 25 agosto 2019    | Manchester      | Regno Unito     | Mayfield                   | N.D.               | N.D.                              | N.D.         |
| 27 agosto 2019    | Parigi          | Francia         | AccorHotels Arena          | 2 ; 3              | 31.521 / 32.520                   | $2.649.344   |
| 28 agosto 2019    | Parigi          | Francia         | AccorHotels Arena          | 2 ; 3              | 31.521 / 32.520                   | $2.649.344   |
| 30 agosto 2019    | Anversa         | Belgio          | Sportpaleis                | 2 ; 3              | 20.720 / 21.826                   | $1.366.100   |
| 1º settembre 2019 | Colonia         | Germania        | Lanxess Arena              | 2 ; 3              | 15.928 / 15.928                   | $1.460.540   |
| 3 settembre 2019  | Vienna          | Austria         | Wiener Stadthalle          | 2 ; 3              | 15.090 / 15.090                   | $1.597.690   |
| 4 settembre 2019  | Praga           | Repubblica Ceca | O2 Arena                   | 2 ; 3              | 13.624 / 13.624                   | $1.258.644   |
| 11 settembre 2019 | Amsterdam       | Paesi Bassi     | Ziggo Dome                 | 2 ; 3              | [ 23 ]                            | [ 23 ]       |
| 14 settembre 2019 | Birmingham      | Regno Unito     | Arena Birmingham           | 2 ; 3              | 26.704 / 26.704                   | $2.774.610   |
| 15 settembre 2019 | Birmingham      | Regno Unito     | Arena Birmingham           | 2 ; 3              | 26.704 / 26.704                   | $2.774.610   |
| 17 settembre 2019 | Glasgow         | Regno Unito     | The SSE Hydro              | 2 ; 3              | 12.994 / 12.994                   | $1.342.620   |
| 19 settembre 2019 | Sheffield       | Regno Unito     | FlyDSA Arena               | 2 ; 3              | 12.241 / 12.241                   | $1.173.736   |
| 22 settembre 2019 | Dublino         | Irlanda         | 3Arena                     | 2 ; 3              | 37.905 / 37.905                   | $3.688.950   |
| 23 settembre 2019 | Dublino         | Irlanda         | 3Arena                     | 2 ; 3              | 37.905 / 37.905                   | $3.688.950   |
| 25 settembre 2019 | Dublino         | Irlanda         | 3Arena                     | 2 ; 3              | 37.905 / 37.905                   | $3.688.950   |
| 28 settembre 2019 | Amburgo         | Germania        | Barclaycard Arena          | 2 ; 3              | 24.167 / 24.930                   | $2.231.300   |
| 1º ottobre 2019   | Copenaghen      | Danimarca       | Royal Arena                | 2 ; 3              | 15.473 / 15.473                   | $1.264.240   |
| 3 ottobre 2019    | Bærum           | Norvegia        | Telenor Arena              | 2 ; 3              | 23.911 / 23.911                   | $1.816.140   |
| 5 ottobre 2019    | Helsinki        | Finlandia       | Hartwall Arena             | 2 ; 3              | 11.547 / 11.547                   | $1.353.560   |
| 7 ottobre 2019    | Stoccolma       | Svezia          | Ericsson Globe             | 2 ; 3              | 13.831 / 13.831                   | $917.820     |
| 9 ottobre 2019    | Amburgo         | Germania        | Barclaycard Arena          | 2 ; 3              | [ 25 ]                            | [ 25 ]       |
| 10 ottobre 2019   | Berlino         | Germania        | Mercedes-Benz Arena        | 2 ; 3              | 13.531 / 13.531                   | $1.216.250   |
| 13 ottobre 2019   | Zurigo          | Svizzera        | Hallenstadion              | 2 ; 3              | 13.370 / 13.370                   | $1.367.790   |
| 15 ottobre 2019   | Londra          | Regno Unito     | The O2 Arena               | 2 ; 3              | 26.369 / 29.062                   | $3,061,320   |
| 16 ottobre 2019   | Londra          | Regno Unito     | The O2 Arena               | 2 ; 3              | 26.369 / 29.062                   | $3,061,320   |
| Nord America      |                 |                 |                            |                    |                                   |              |
| 9 novembre 2019   | Uniondale       | Stati Uniti     | Nassau Coliseum            | 2                  | 11.464 / 11.464                   | $1.580.315   |
| 12 novembre 2019  | Brooklyn        | Stati Uniti     | Barclays Center            | 2                  | 14.151 / 14.151                   | $1.982.444   |
| 15 novembre 2019  | Charlottesville | Stati Uniti     | John Paul Jones Arena      | 2                  | N.D.                              | N.D.         |
| 19 novembre 2019  | Atlanta         | Stati Uniti     | State Farm Arena           | 2                  | N.D.                              | N.D.         |
| 22 novembre 2019  | Raleigh         | Stati Uniti     | PNC Arena                  | 2                  | 13.041 / 13.041                   | $1.385.720   |
| 24 novembre 2019  | Tampa           | Stati Uniti     | Amalie Arena               | 2                  | 14.067 / 14.067                   | $1.430.092   |
| 25 novembre 2019  | Orlando         | Stati Uniti     | Amway Center               | 2                  | 13.112 / 13.112                   | $1.431.037   |
| 27 novembre 2019  | Miami           | Stati Uniti     | American Airlines Arena    | 2                  | 12.100 / 12.100                   | $1.411.818   |
| 1º dicembre 2019  | Jacksonville    | Stati Uniti     | Vystar Arena               | 2                  | N.D.                              | N.D.         |
| 3 dicembre 2019   | Columbia        | Stati Uniti     | Colonial Life Arena        | 2                  | N.D.                              | N.D.         |
| 5 dicembre 2019   | Nashville       | Stati Uniti     | Bridgestone Arena          | 2                  | N.D.                              | N.D.         |
| 7 dicembre 2019   | Memphis         | Stati Uniti     | FedExForum                 | 2                  | N.D.                              | N.D.         |
| 9 dicembre 2019   | Dallas          | Stati Uniti     | American Airlines Center   | 2                  | 13.834 / 13.834                   | $1.645.800   |
| 12 dicembre 2019  | Phoenix         | Stati Uniti     | Talking Stick Resort Arena | 2                  | 12.951 / 12.951                   | $1.465.817   |
| 13 dicembre 2019  | Anaheim         | Stati Uniti     | Honda Center               | 2                  | 12.575 / 12.575                   | $1.686.682   |
| 15 dicembre 2019  | Las Vegas       | Stati Uniti     | MGM Grand Garden Arena     | 2                  | 10.377 / 10.377                   | $1.210.935   |
| 17 dicembre 2019  | San Francisco   | Stati Uniti     | Chase Center               | 2                  | 22.990 / 22.990                   | $3.065.557   |
| 18 dicembre 2019  | San Francisco   | Stati Uniti     | Chase Center               | 2                  | 22.990 / 22.990                   | $3.065.557   |
| 21 dicembre 2019  | Inglewood       | Stati Uniti     | The Forum                  | 2                  | 25.810 / 25.810                   | $3.383.378   |
| 22 dicembre 2019  | Inglewood       | Stati Uniti     | The Forum                  | 2                  | 25.810 / 25.810                   | $3.383.378   |
| Totale            | Totale          | Totale          | Totale                     | Totale             | 1.161.575 / 1.168.529 (99.4%)     | $145.895.695 |

### Cancellazioni
| Data             | Città        | Stato        | Luogo                   | Causa                                                                     |
| Nord America     | Nord America | Nord America | Nord America            | Nord America                                                              |
| ---------------- | ------------ | ------------ | ----------------------- | ------------------------------------------------------------------------- |
| 18 aprile 2019   | Omaha        | Stati Uniti  | CHI Health Center Omaha | Partecipazione della cantante al Coachella Valley Music and Arts Festival |
| Europa           |              |              |                         |                                                                           |
| 9 settembre 2019 | Cracovia     | Polonia      | Tauron Arena            | Motivi personali                                                          |
| Nord America     |              |              |                         |                                                                           |
| 17 novembre 2019 | Lexington    | Stati Uniti  | Rupp Arena              | Problemi di salute                                                        |